# Кауфман, Боб
Боб Кауфман (англ. Bob Kaufman; 18 апреля 1925 — 12 января 1986) — американский поэт и сюрреалист, представитель битничества.
Боб Кауфман, или, точнее Роберт Гарнелл Кауфман, родился 18 апреля 1925 года в Новом Орлеане, штат Луизиана и умер 12 января 1986 года в Сан-Франциско, штат Калифорния. По мнению многих[кого?], Кауфман — поэт-новатор и значительный писатель, добившийся успеха в эпоху расцвета движения битников. 
В молодости Кауфман подвергся разнообразным религиозным влияниям. Его отец был немецким евреем, мать принадлежала к римско-католической церкви, а бабушка практиковала вудуизм. Впоследствии у Кауфмана развился интерес к восточным религиям и он, как и многие другие битники, стал буддистом.
В 1958 г. Кауфман переехал в Сан-Франциско и быстро втянулся в образ жизни, который вели многие писатели и художники, определившие характер битнического движения. Многие из его произведений той эпохи носят «сюрреальный» характер и часто вдохновлены джазовой музыкой. В 1965 г. он публикует сборник «Многолюдное одиночество» (Solitude Crowded with Loneliness) и основывает журнал «Beatitude».
В 1960-х Кауфман приобретает большую популярность среди европейских читателей. В 1967 г. выходит второй сборник его стихов «Золотая сардинка» (Golden Sardine). Став свидетелем убийства Джона Ф. Кеннеди, Кауфман решил принять обет молчания, который он хранил по утверждениям друзей и близких до самого окончания вьетнамской войны. В 1970-е гг. его поэзия вновь приобретает отчетливо политическую окраску. В этот период он выпускает сборник «Древние дождевые стихи» (The Ancient Rain: Poems, 1956-78, 1981), куда вошли многие из его ранних произведений.
В 1978 Кауфман вновь возобновляет обет молчания и практически не нарушает его до самой смерти.